# Hamley Bridge
Hamley Bridge är en ort i Australien. Den ligger i kommunen Light och delstaten South Australia, omkring 64 kilometer norr om delstatshuvudstaden Adelaide. Antalet invånare är 782.
Runt Hamley Bridge är det glesbefolkat, med 9 invånare per kvadratkilometer.. Närmaste större samhälle är Freeling, omkring 16 kilometer sydost om Hamley Bridge.
Trakten runt Hamley Bridge består till största delen av jordbruksmark. Genomsnittlig årsnederbörd är 517 millimeter. Den regnigaste månaden är maj, med i genomsnitt 77 mm nederbörd, och den torraste är december, med 10 mm nederbörd.